# Шарівський (парк)
Ша́рівський парк — парк-пам'ятка садово-паркового мистецтва загальнодержавного значення в Україні, палацово-парковий комплекс, пам'ятка культурної спадщини національного значення. Розташований у селищі міського типу Шарівка Богодухівського району Харківської області.

## Історія

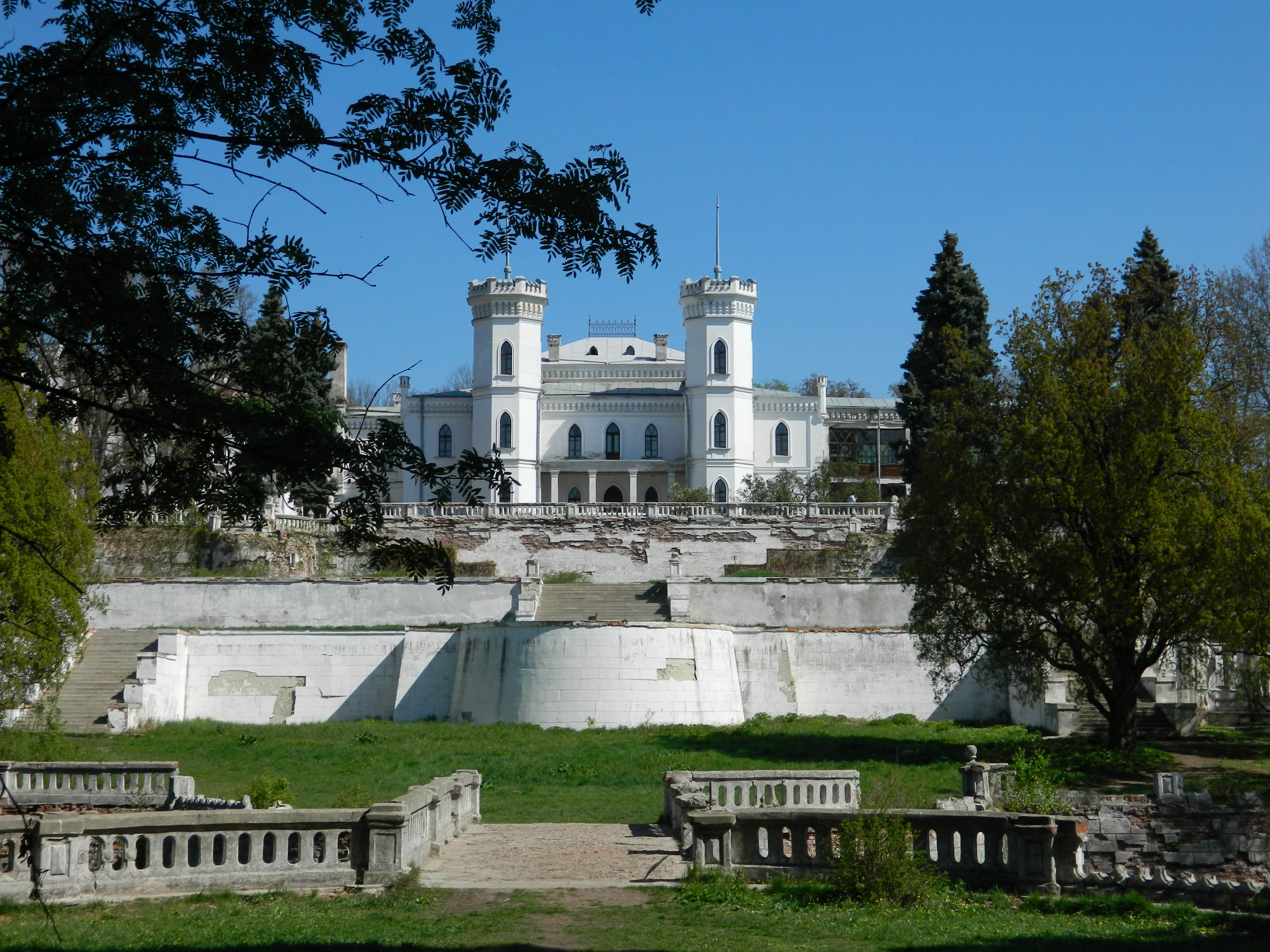
Шарівський палацово-парковий ансамбль

Створення парку тісно пов'язане з історією селища, заснованого в 1700 осавулом Охтирського полку М. О. Шарієм, від імені якого походить назва. Парк закладено на схилах великої балки, що прилягає до русла річки Мерчик, на основі природного лісу та фруктових садів. Своєрідний мікроклімат створюють у Шарівському парку рельєф ґрунту, достатня кількість вологи та віковічна діброва. Ним володіли поміщики Ольховські, Гебенштрейти, Кьоніги. Ансамбль садиби остаточно сформувався за її останніх власників — Л. Е. та Ю. Л. Кьонігах (у 1881-1917) За цей час площа садиби зросла до 70 га.
Екзотичними рослинами парк почав збагачуватися при Гебенштрейтах: Християн Гебенштрейт, ботанік-любитель, займався вирощуванням та акліматизацією рідкісних для Харківщини рослин. Новий власник, Леопольд Кеніг, запросив учених-садоводів, парк було реконструйовано за проектом відомого парко-будівника Куфальдта. На початку століття парк набув чіткого, закінченого планування: частина його була в регулярному стилі, інша мала ландшафтний (пейзажний) характер і поступово переходила в природний ліс. 
У 1923 р. маєток перейшов у використання до радгоспу ім. Свердлова. З 1925 р. по 2010 р. на території палацово-паркового комплексу розміщувався спеціалізований протитуберкульозний санаторій, який діяв до 2008 року. На початку 2009 року всі хворі були переведені з палацу до диспансеру в Зміївському районі. Була запланована реставрація палацово-паркового ансамблю зі створенням в ньому «санаторію — будинку відпочинку сімейного типу» або «будинку відпочинку сімейного типу — музею».
У 2009 р. в ході реконструкції парку планувалося освоїти близько 600 тис. грн., ще 1,2-1,5 млн грн. — на ремонт у головному корпусі палацу, зокрема на реконструкцію системи опалення й електропостачання, а також на ремонт покрівлі й дезінфекцію. «Харківгіпроагроліс» розробив проект реконструкції й обслуговування парку, згідно з яким за три роки на реконструкції парку планується освоїти близько 3 млн грн., на реконструкції палацу — близько 12 млн грн. Також в два етапи мала бути проведена дезінфекція палацу і парку. Однак 29 жовтня 2009 року Харківська обласна рада скоротила витрати обласного бюджету по пункту «Реконструкція пам'ятника садово-паркового мистецтва „Шарівський парк“» на 290 тис. грн., тож плани з реставрації не були виконані.
Садиба ввійшла в список 10 пам'яток історії та культури України тижневика «Коментарі», яким загрожує загибель, оскільки паркове господарство біля палацу запущене, елементи декору палацу руйнуються.

## Опис палацово-паркового ансамблю
Комплекс парадних будівель займає підвищену ділянку у північній частині садиби. Зі східного боку розміщені службові двори — кінний, скотний, гараж, електростанція, оранжерея. Парк охоплює палацову частину з півночі, сходу і півдня.

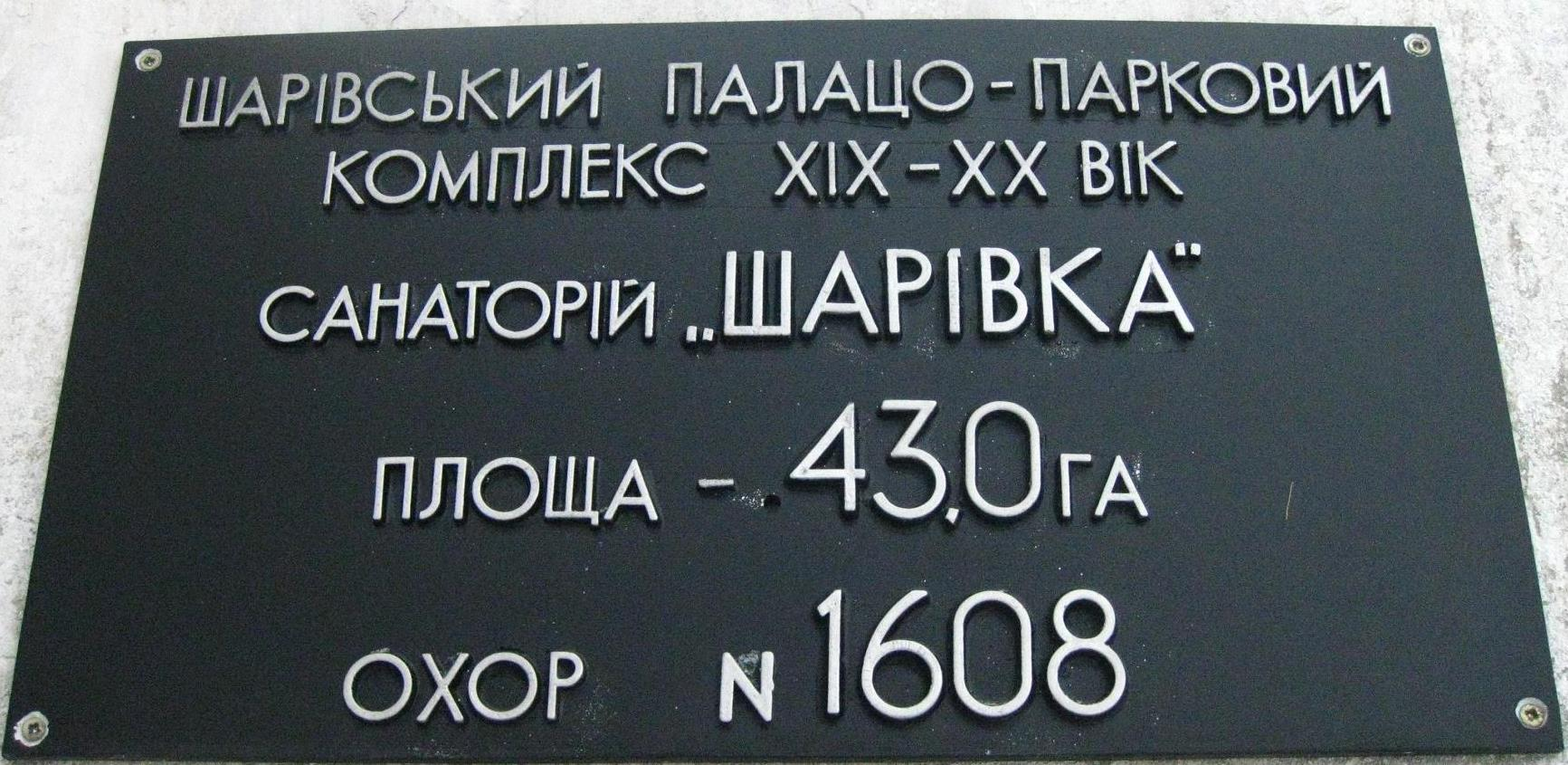
Інформаційна табличка на вході

Основне місце в ансамблі належить палацу, орієнтованому головним фасадом на південь. До нього примикає регулярний терасний сад, зв'язаний з парковими алеями і доріжками. Всі господарчі будівлі, парадні ворота, будинок садівника, другі ворота садиби — мають єдине архітектурне рішення.
Склад живої паркової колекції різноманітний — близько 200 видів дерев та кущів, 150 з яких є рідкісними екзотичними породами. У прилеглому лісі водяться лосі, дикі кабани та кози.
Композиційним центром парку є збудований на високому пагорбі двоповерховий замок-палац, що має 26 кімнат і три зали. Зовнішня будова та інтер'єри, стилізовані під готику, колись відзначались розкішшю і частково збереглися до нашого часу: кахлеві печі, настінний живопис і ажурне ліплення, темні дубові панелі, дерев'яні парадні сходи.
Цей палац належить до найстаріших пам'яток палацово-паркової архітектури України.

## Ландшафтний парк
Парк засновано на початку XIX ст. Територія парку займає площу більш 40 га та являє собою широку балку. Зі всіх боків оточена дубовим лісом віком у 150—300 років. На дні балки влаштовано два ставки. Джерело (що витікає вище парку) постійно поповнює ставки водою. Схили балки покриті парковими і лісовими насадженнями, які відрізняються багатим асортиментом — 79 найменувань. Частина з них — із акліматизованого І. І. Каразіним саду, інших парків Росії та з-за кордону.
Існуюча садово-паркова композиція закладена наприкінці XIX ст. З 1890 р. формуванням парку за проектом відомого ландшафтного архітектора Г. Куфальдта займався його учень А. А. Прейль.
Парк складається з двох частин: великої — ландшафтної та невеликої регулярної. Головна композиційна вісь парку проходить від південного фасаду палацу по мосту меншого ставка, по зеленій ковдрі прогалини протилежного схилу і завершується видовим майданчиком з алеєю голландських лип.

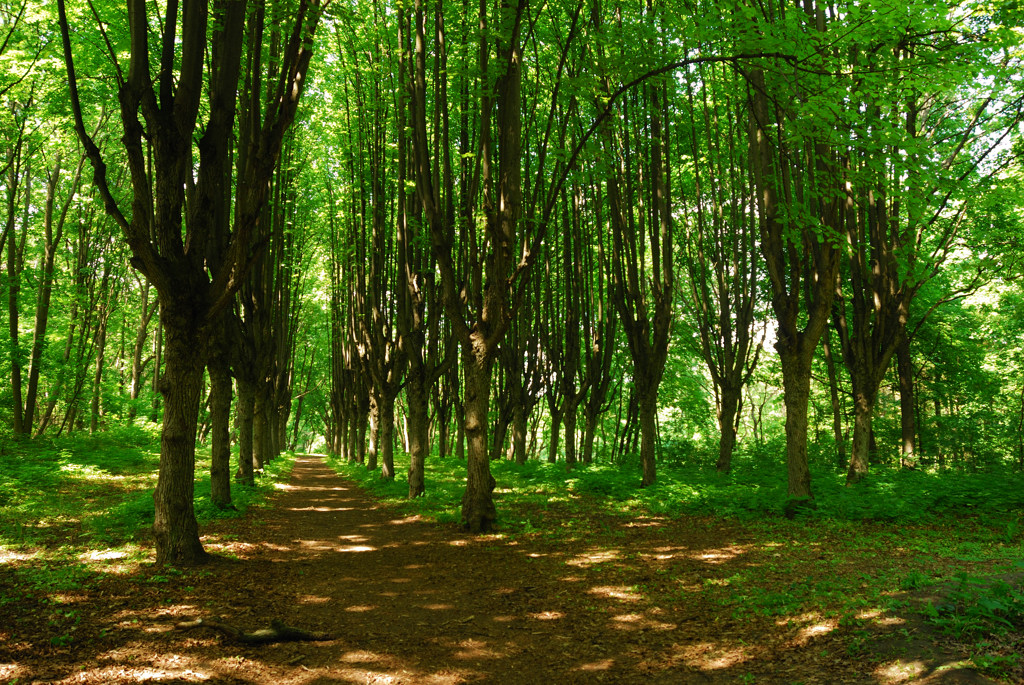
Липова алея в шарівському ландшафтному парку

По ширині фасаду палацу по крутому схилу балки споруджені три тераси з підпірними стінами, сходами і видовими майданчиками. Нижня тераса має високі підпірні стіни, що укріплюють береги ставка. Система інженерних споруд включала: підземні дренажі, що регулювали фільтрацію ґрунтових вод, водопровідну мережу, що зв'язувала водяне облаштування терасного саду, електроосвітлення. На нижній терасі була розміщена оранжерея для вирощування цитрусових і винограду.
У ландшафтній частині парку вздовж схилів влаштована звивиста мережа зручних мощених доріжок. В основу композиції зелених насаджень покладений принцип чергування затінених ділянок з галявинами і прогалинами. Особливою мальовничістю відрізняється південна частина парку, з якої відкривається панорама палацового комплексу. 
Парк є найяскравішим прикладом садово-паркового мистецтва Харківщини.

## Палац

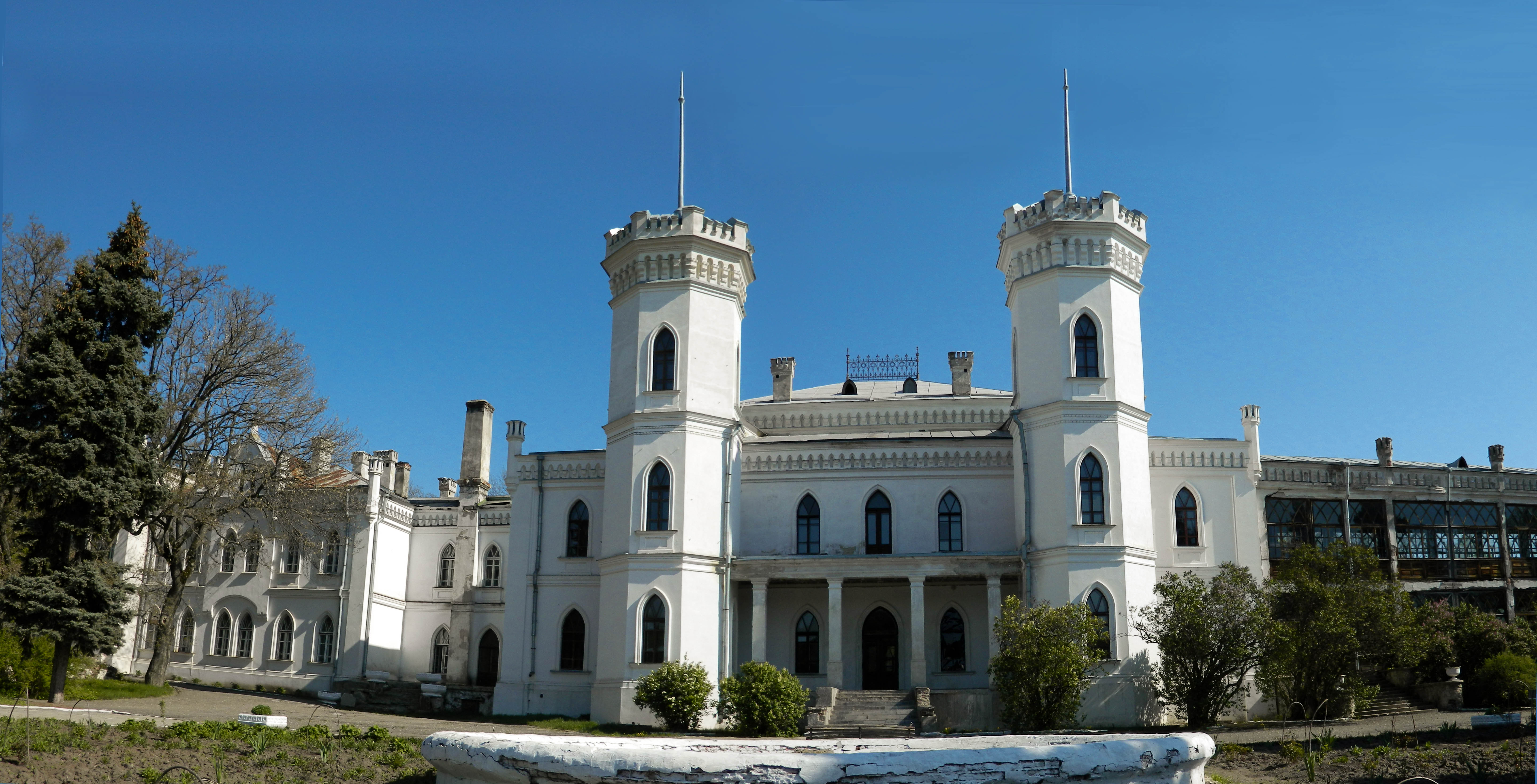
Шарівський палац

Будівництво розпочато у 2 чверті XIX ст. Палац є композиційним центром парадної частини ансамблю. Будувався у декілька етапів до 1911. Проміжну реконструкцію виконано за проектом громадського інженера К. Шольца.
Фасади будівлі виконані з використанням романо-готичних форм архітектури. Палац має складну конфігурацію у плані, витягнутий більш ніж на 150 м. Парадний вхід, вестибюль та зал — вітальня («блакитний зал») розташований між двома восьмигранними баштами. На першому поверсі розташована двосвітлова «хорова» зала з двома виходами на широкі балкони — тераси на рівні другого поверху. У баштах влаштовані виходи на оглядові майданчики.
В оздобленні інтер'єрів використані дерев'яні панелі, різьблені деталі, вітражі, тематичний і орнаментальний стінопис. У всіх кімнатах встановлено печі, що облицьовані кахлями, в парадних приміщеннях — комини. Стіни і стеля вестибюля оздоблено дубовими панелями. Двосвітловий зал палацу має найбільш представницький вигляд: комини, канельовані пілястри коринфського ордеру, плафон «хорового» залу розписаний дрезденськими майстрами. Також збереглися бра, виконані з бронзи. Роботи по оздобленню інтер'єрів проводила московська фірма «Шольц».

## Перспективи збереження і реставрації

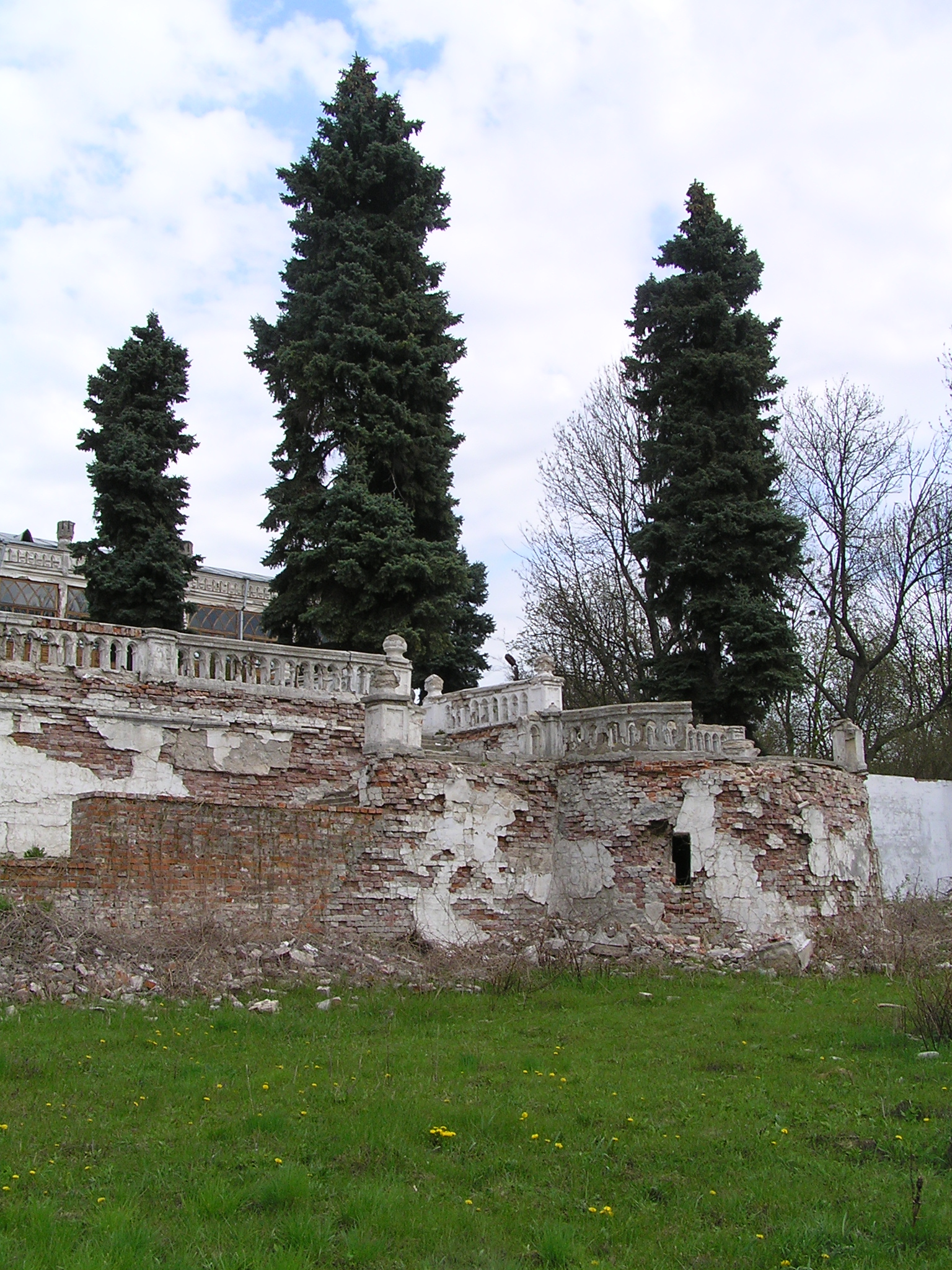
Аварійні стіни паркових терас

У 2012 році палацово-парковим комплексом почав опікуватись громадський діяч, правник Олексій Толкачов разом із Благодійним фондом «Омріяна Країна». За кошти фонду в грудні 2012 року по всьому периметру палацу було відновлено водостічні труби У 2013 році Олексій Толкачов звернувся до Харківської обласної ради з проханням передати палац і будівлі архітектурного ансамблю в оренду Благодійному фонду «Омріяна Країна» для реставрації, музеєфікації та створення культурно-мистецького центру. «24 квітня 2014 р. Харківська обласна рада своїм рішенням № 966-VI вирішила передати об'єкти Шарівського палацово-паркового комплексу в оренду. Після проведення всіх відповідних процедур, 18 червня 2014 року було вирішено від імені Харківської обласної ради укласти з Благодійним фондом „Омріяна Країна“ договір оренди на об'єкти Шарівського маєтку строком на 25 років».
Станом на 1 січня 2015 року договір оренди з Благодійним фондом так і не був підписаний, оскільки триває виготовлення документації на об'єкти культурної спадщини.
Для порятунку Шарівського маєтку необхідно найперше виконати роботи, які зупинять руйнування палацово-паркового комплексу. Фонд планує виконати ремонт покрівлі палацу і Будинку охорони, а також провести гідроізоляцію фундаментів, відновити систему відводу стічної води. В палаці і будівлях палацово-паркового комплексу буде проведена комплексна дезінфекція після туберкульозного санаторію. Також планується полагодити електрику, змонтувати систему централізованого опалення. Після цього палац можна буде відкрити для відвідин. Пізніше планується відновити дренажні системи, відреставрувати паркові балюстради, укріпити підпірні стіни терас, очистити парк від захаращень, сухих дерев, почистити озера, облаштувати лавки та місця відпочинку.
Загалом, на реставрацію палацу, за попередніми розрахунками, необхідно 40-50 мільйонів гривень. На реставрацію парку — 15-20 мільйонів. Окрім цього, щомісяця на утримання палацово-паркового ансамблю йтиме не менше 50 тис. гривень
У відреставрованому палаці будуть проводити концерти, урочисті заходи, музейні експозиції, конференції. Планується також запровадити на території палацово-паркового комплексу прогулянки на човниках та кінні прогулянки. 
З метою популяризації Шарівського палацово-паркового ансамблю розпочав роботу інтернет-сайт www.sharivka.org [Архівовано 18 січня 2021 у Wayback Machine.]

## Фотогалерея

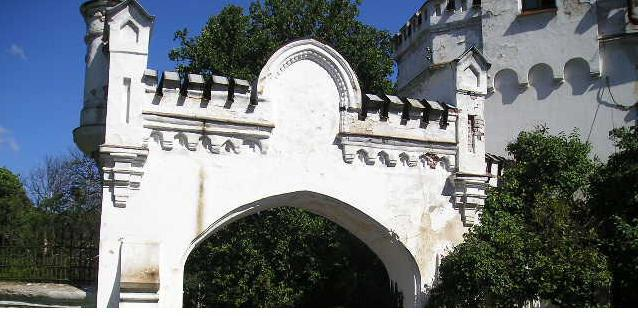
Вхід до палацу
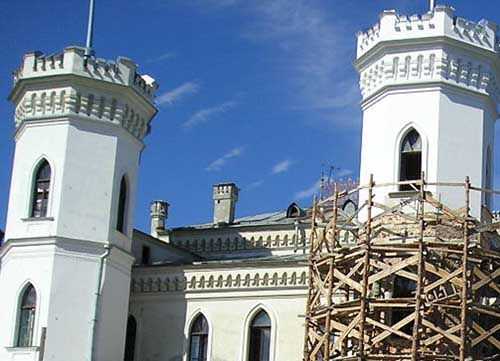
Вежі палацу. Реставрація
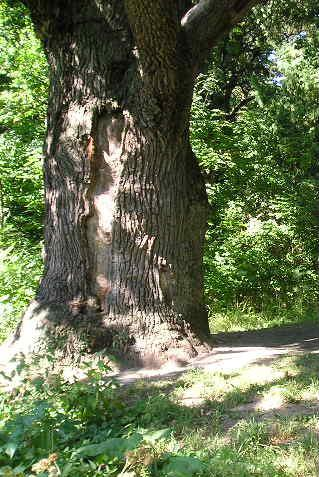
Старовинний дуб у садово-парковому комплексі
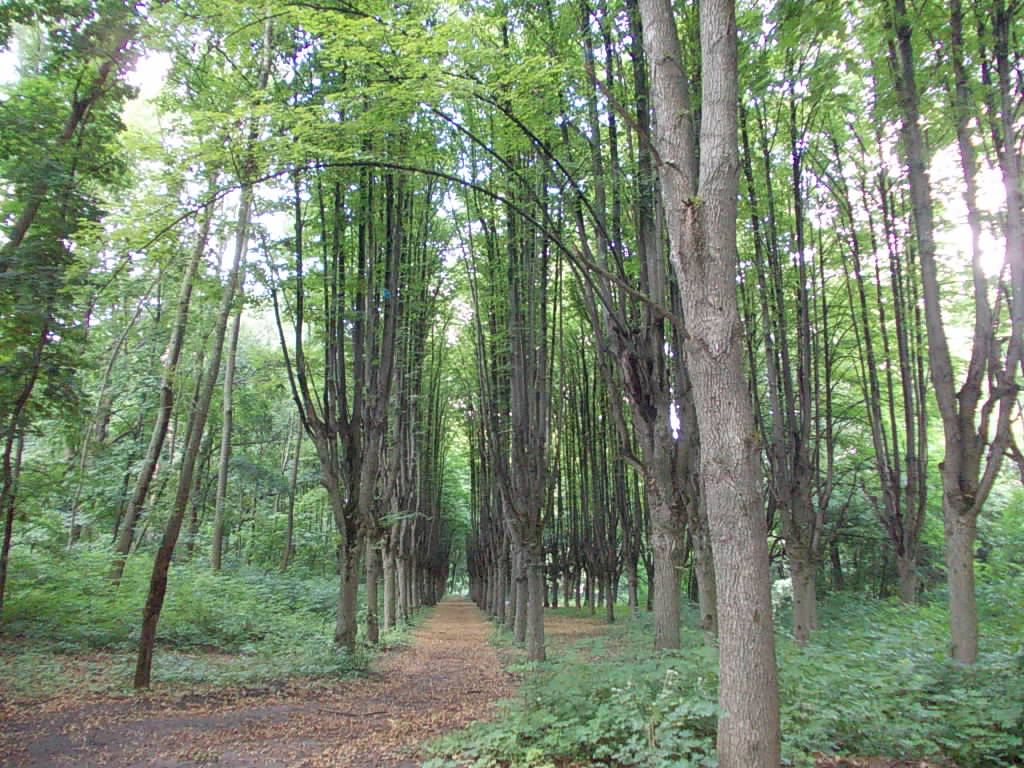
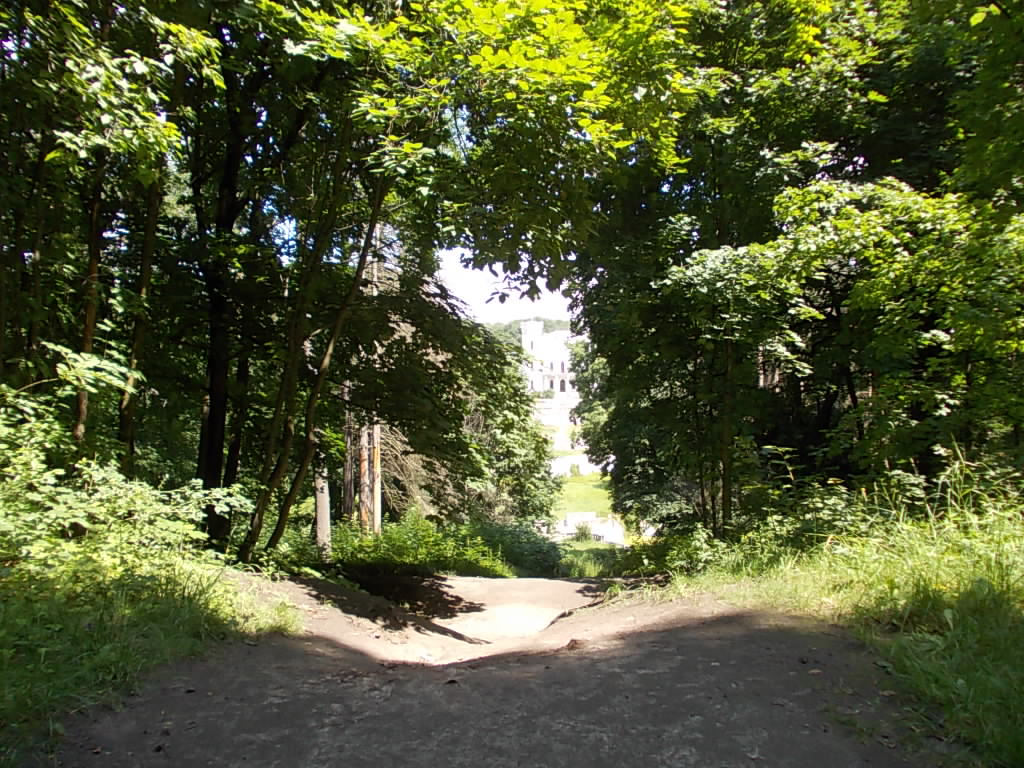
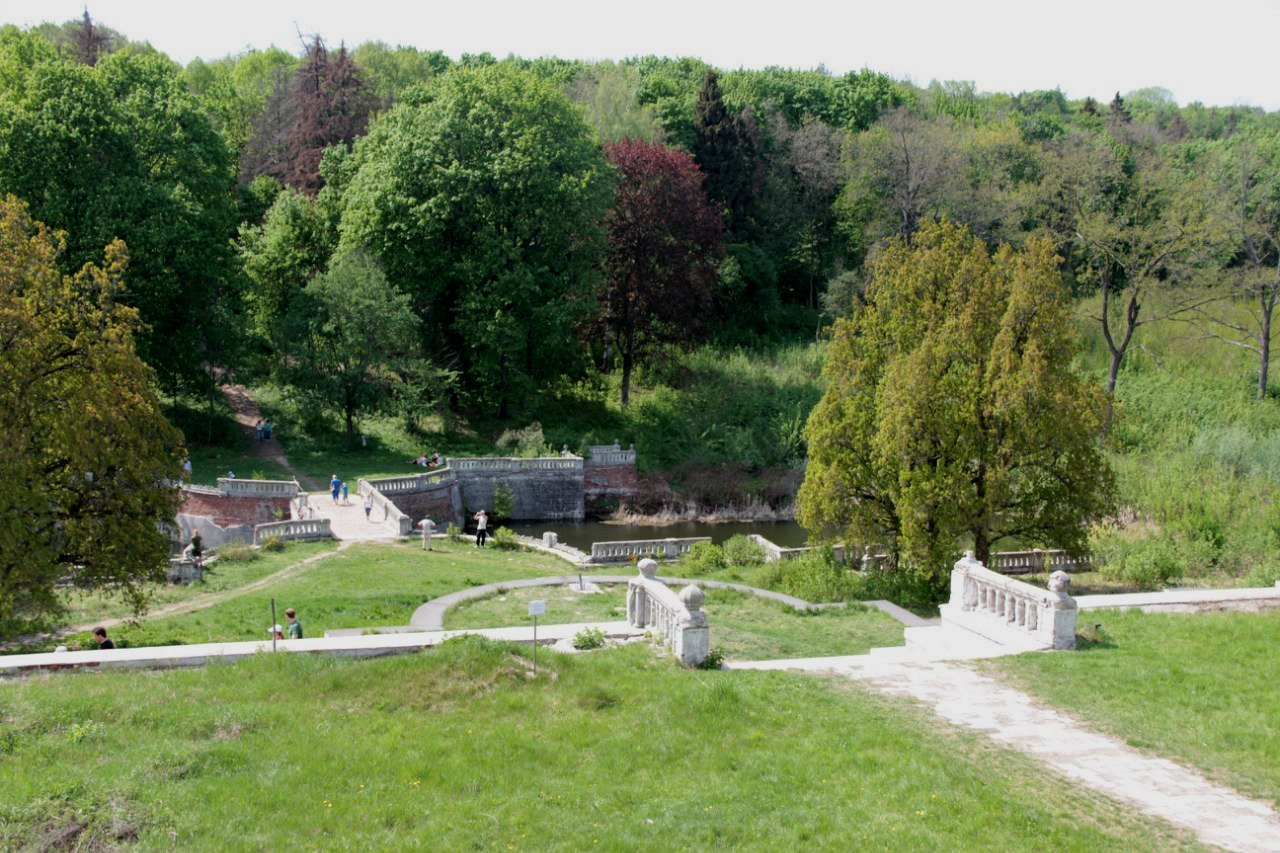
Тераса перед головним корпусом Шарівського палацу
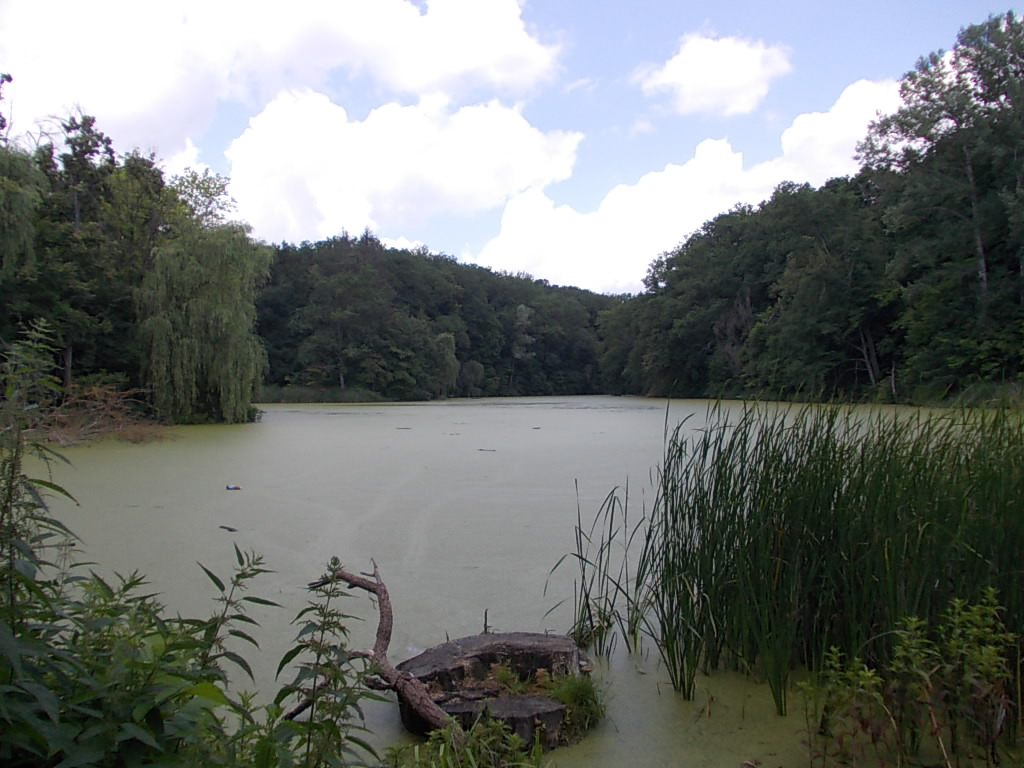
Вид на ставок
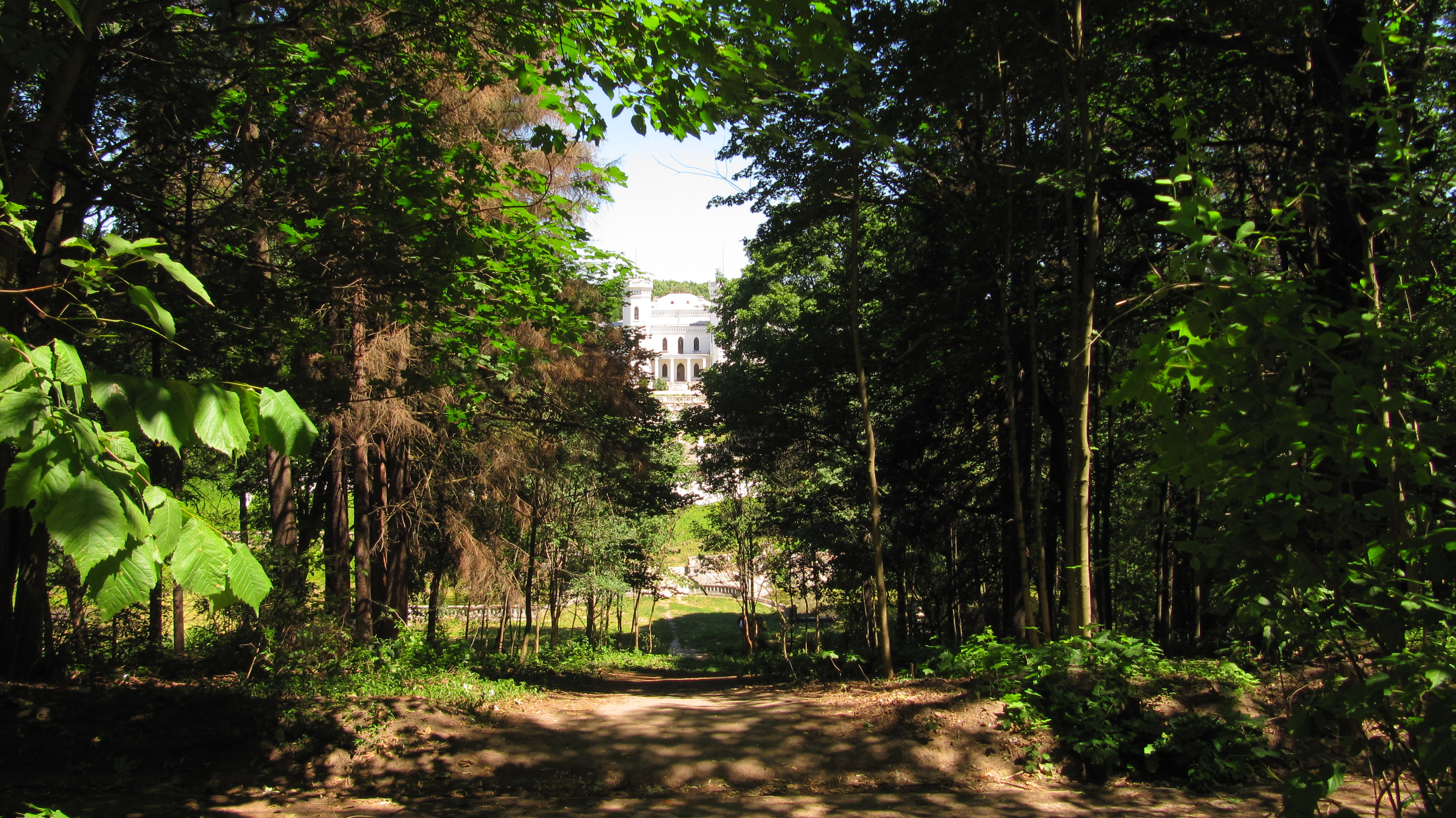
Липова алея
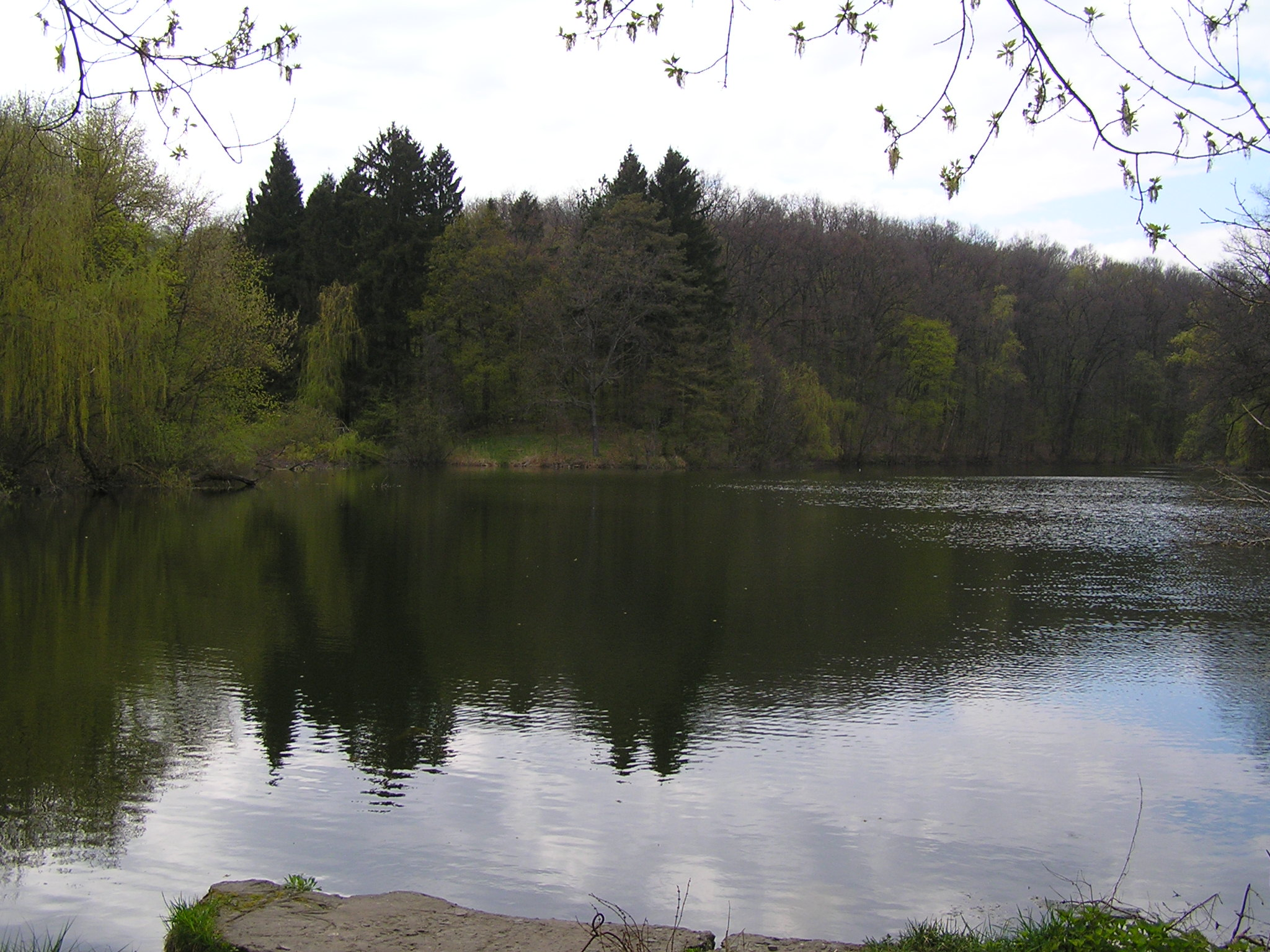
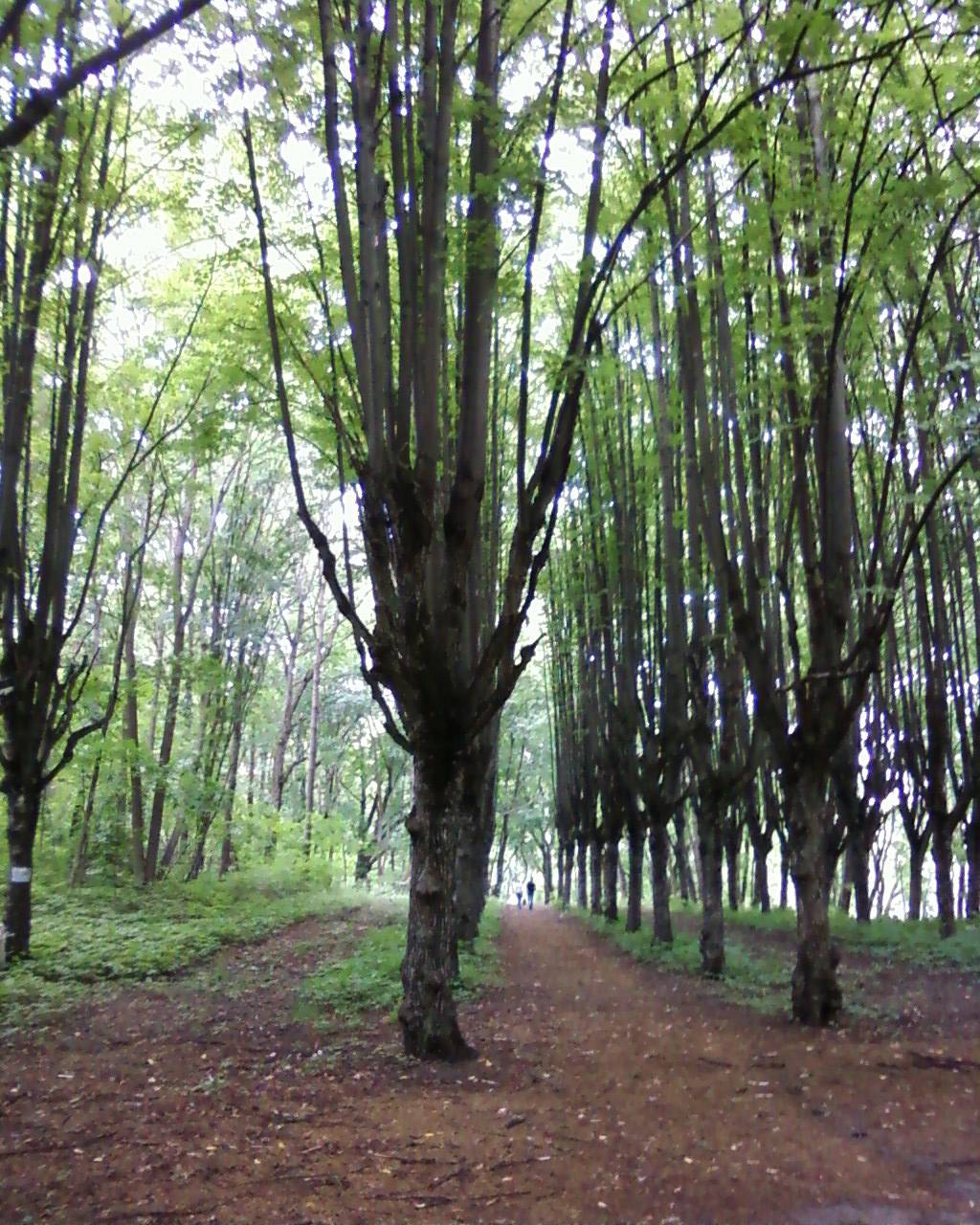
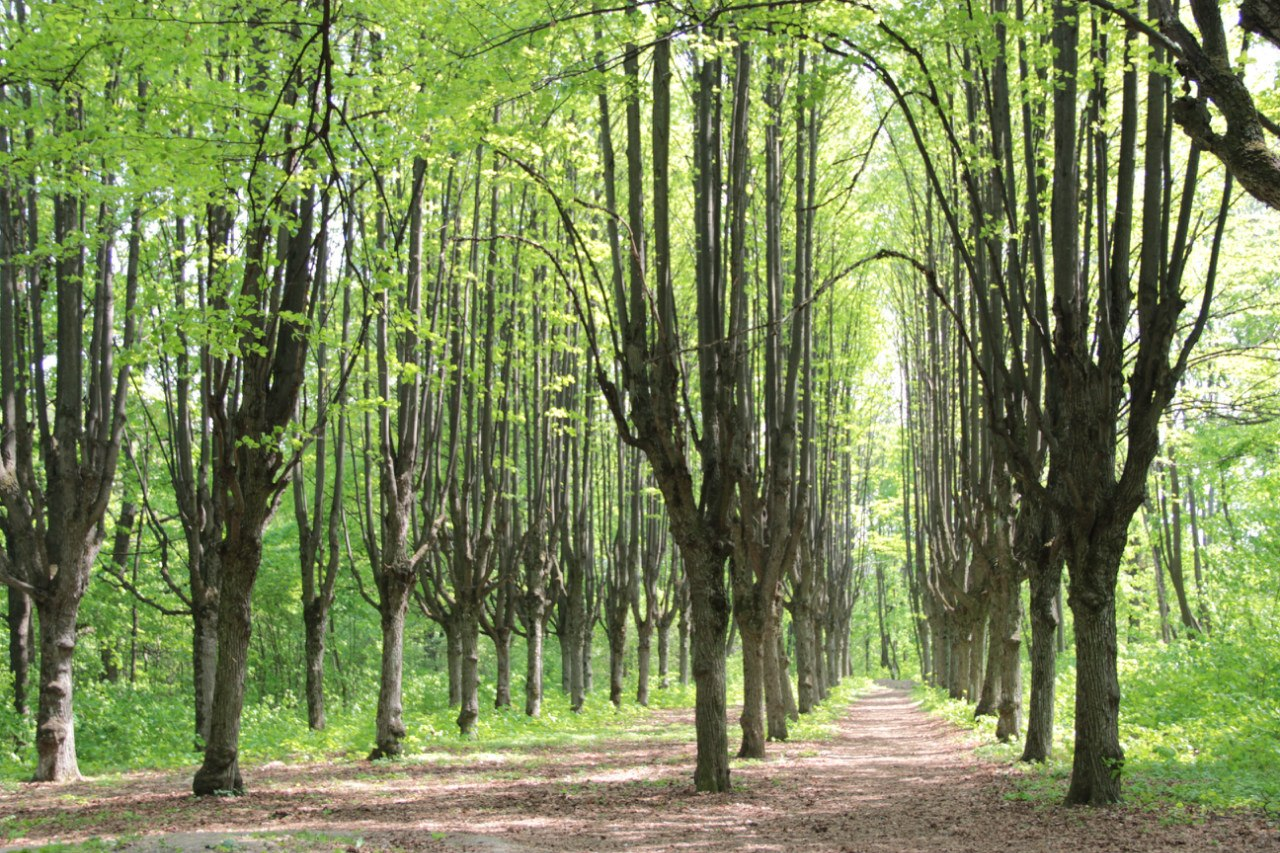
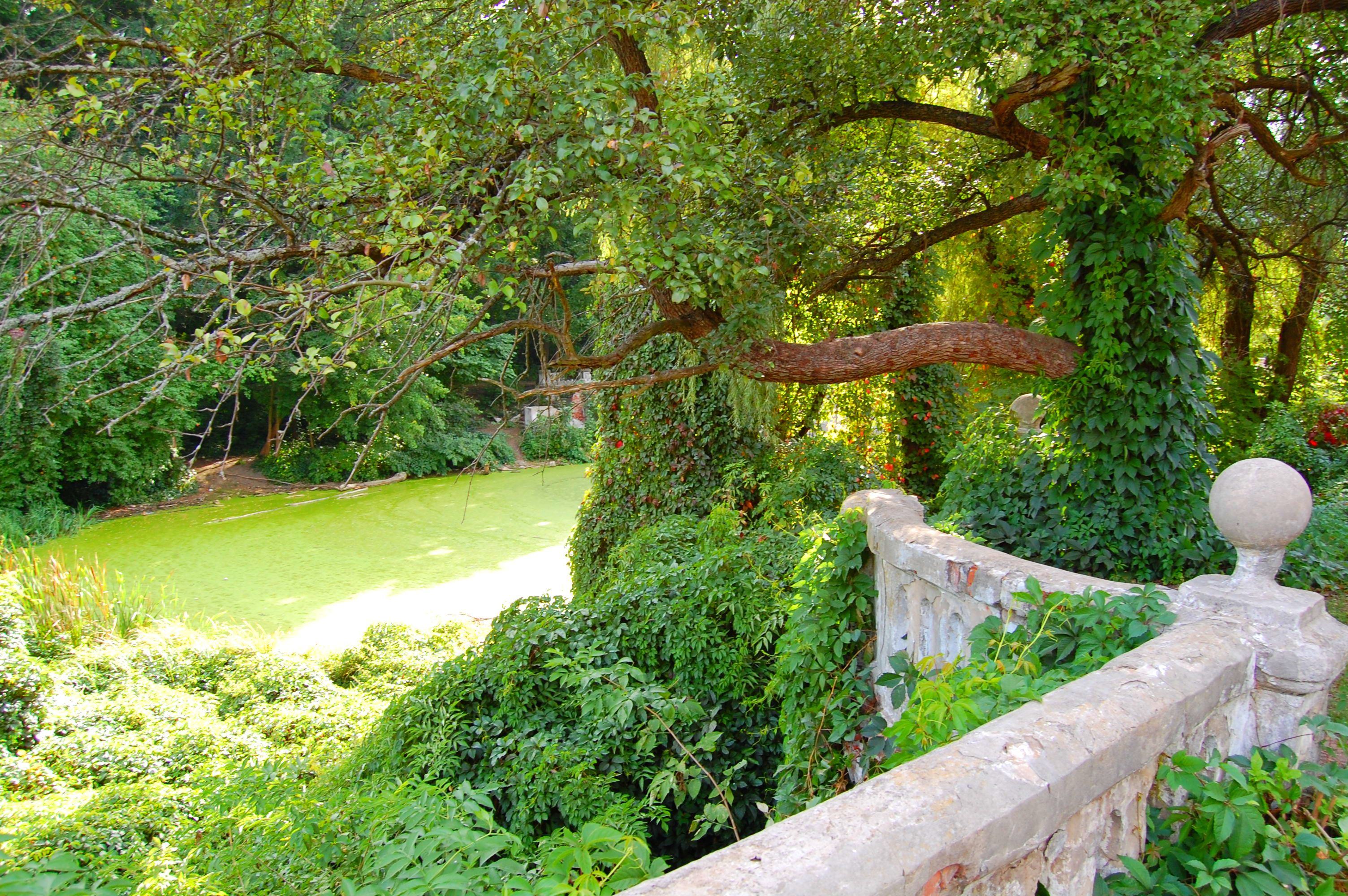
Ліве крило огорожі ставка